# Lasarte (restaurant)
Lasarte és un restaurant català ubicat a Barcelona. El 2016 va obtenir la certificació de tres estrelles Michelin atorgada per la guia Michelin.

## Història
El restaurant va ser inaugurat l'any 2006 pel xef espanyol Martín Berasategui. El xef va rebre la seva primera estrella Michelin el 1986 i va obrir el seu primer restaurant el 1993 al municipi de Lasarte-Oria. Tres anys després va crear una associació empresarial denominada Grup Martín Berasategui, amb la qual va iniciar altres projectes, entre els quals es troben el restaurant Lasarte.
El 2017, Lasarte va obtenir la certificació de tres estrelles de la guia Michelin juntament amb altres restaurants de la península ibèrica com El Celler de Can Roca, Arzak, Akellare, Sant Pau i Azurmendi, entre d'altres.